# 森田彦次郎
森田 彦次郎（もりた ひこじろう、生没年不詳）とは明治時代の東京の地本問屋。

## 来歴
明治時代に東京府芝区三島町5番地において地本問屋を営業している。明治28年（1895年）に中沢年章の大判3枚続の錦絵「凱旋還幸新橋通御」を出版したことが知られている。